# ジネーヴラ・デ・ベンチの肖像

『ジネーヴラ・デ・ベンチの肖像』の裏面

『ジネーヴラ・デ・ベンチの肖像』（ジネーヴラ・デ・ベンチのしょうぞう、伊: Madonna del Garofano）は、ルネサンス期のイタリア人芸術家レオナルド・ダ・ヴィンチが1474年から1478年頃に描いた絵画。15世紀のフィレンツェ貴族ジネーヴラ・デ・ベンチ（1458年頃生）を描いた肖像画で、1967年からワシントンD.C.のナショナル・ギャラリー・オブ・アートが所蔵している。絵画の購入代金としては当時の最高額となる500万ドルをエイルサ・メロン・ブルース・ファンドが出資し、ナショナル・ギャラリー・オブ・アートがリヒテンシュタイン公家から購入した。『ジネーヴラ・デ・ベンチの肖像』は、南北アメリカ大陸で一般公開されている唯一のレオナルドの作品である。
『ジネーヴラ・デ・ベンチの肖像』は、1474年にフィレンツェで描かれたと言われ、当時16歳だったジネーヴラとルイージ・ディ・ベルナルド・ニッコリーニとの結婚記念として制作されたと考えられている。しかしながらイタリア人画家、美術史家ジョルジョ・ヴァザーリの『画家・彫刻家・建築家列伝』（1568年の第二版）によれば、ジネーヴラはフィレンツェ貴族アメリゴ・デ・ベンチの娘とは書かれておらず、単にルイージ・ディ・ベルナルド・ニッコリーニの妻であると書かれているだけである。ジネーヴラとルイージが結婚したのは1474年1月14日だった。『ジネーヴラ・デ・ベンチの肖像』の裏面にはこの作品に主題に関する絵画と銘が記されており、この作品がジネーヴラ・デ・ベンチを描いた絵画であることを示唆している。
『ジネーヴラ・デ・ベンチの肖像』の裏面には「VIRTVTEM FORMA DECORAT （美は徳を飾る）」というラテン語のモットーが記されている。これもジネーヴラの知性と有徳の象徴であり、月桂樹と椰子に囲まれたセイヨウネズ (ginepro) の小枝はジネーヴラの名前 (Ginevra) を示唆している。月桂樹と椰子はヴェネツィアの駐フィレンツェ大使だったピエトロ・ベンボのエンブレムでもある。詩人でもあったベンボとジネーヴラには交流があり、ベンボがルイージとジネーヴラ夫妻に贈った詩歌が残されている。赤外線による解析でベンボのモットーである「徳と名誉」がジネーヴラのモットーのそばに記されていたことが判明しており、『ジネーヴラ・デ・ベンチの肖像』の裏面の象徴的な画像は、ベンボからの依頼によって描かれた可能性もある。暗号解読の研究者カーラ・グローリは著書『レオナルドの謎 (Enigma Leonardo:decifrazioni e scoperte)』で、暗号化されたモットーを科学的な手法で解読するとジネーヴラの肖像と経歴が判明したと主張している。
『ジネーヴラ・デ・ベンチの肖像』はナショナル・ギャラリー・オブ・アートが所蔵するコレクションの中でも最も重要な作品の一つであり、ジネーヴラの気質まで表現された肖像画として高く評価されている。描かれているジネーヴラは美しいが、その表情は厳しく引き締まっている。微笑みは浮かんでおらず、前を向く視線は鑑賞者に向けられることなく超然としたものである。おそらくは過去に損傷を受けたために画面最下部が切断されているため、ジネーヴラの両腕部分が失われてしまっている。オリジナルの両腕がどのように描かれていたのかは、この作品の下絵と思われる数点の習作から推測できるに過ぎない。
当時のフィレンツェでも有名な美女だったジネーヴラは、メディチ家が主宰する文芸サークルでも評判となっており、クリストーフォロ・ランディーノやアレッサンドロ・ブラケッチ、そしてロレンツォ・デ・メディチらがジネーヴラを主題として詩歌を制作している。